# 송도동 (포항시)
송도동(松島洞)은 대한민국 경상북도 포항시 남구의 동이다. 송도동에는 송도초등학교, 송림초등학교, 송도중학교, 송도시장, 송림시장, 농협송도지점, 포항어린이집, 남부경찰서 송도지구대, 포항기상대, 코모도포항비취호텔을 비롯한 다수의 숙박업소, 향도조선소(1945년 김춘생 설립), 동성조선철공(주), 송도해수욕장의 여러 횟집 등이 자리하고 있다.

## 개요
송도동은 1832년 조선시대 후기 때 영일현 읍내면 송정리에 속한 지역으로서 오랫동안 사람이 살지 못하다가 1800년대 말경부터 송정1동에서 살던 사람들이 이곳의 땅을 개척하여 살기 위해 한 두집 입주하면서부터 마을이 형성된 것이다. 그 후 1914년 3월 1일 행정구역 통폐합이 실시되어 연일군 동면에서 영일군 대정면 송정2동으로 행정구역이 변경되고, 1917년 포항면이 지정면이 되어 면세가 신장됨으로써 인근 지역인 이곳에도 1920년대에는 20호 정도로 거주 호수가 늘어나게 되었다. 이어 송도면이 1931년 송도읍으로 승격되었을 때 70여호를 형성하게 되고, 1931년 형산강 개수공사가 착공되자(1935년 준공, 이때 형산교도 이루어짐) 송정2동은 대송면 송정리 구역에서 분리되어 포항읍 ‘향도동’이란 명칭으로 새 동리로 탄생하게 되었으며, 1945년 해방이 되어 일제식 동명 개칭을 하면서 ‘송도동’이라는 새이름을 붙여 오늘에 이르고 있다.

## 교육
| 학교명       | 소재지               | 비고 |
| ------------ | -------------------- | ---- |
| 송도초등학교 | 남구 송도로 80       |      |
| 송림초등학교 | 남구 축항로 55       |      |
| 송도중학교   | 남구 축항로72번길 11 |      |

## 공공 기관
| 기관명          | 소재지          | 비고 |
| --------------- | --------------- | ---- |
| 송도지구대      | 남구 축항로 115 |      |
| 예비군 송도동대 | 남구 송림로 25  |      |
| 포항기상대      | 남구 송도로 70  |      |

## 금융 기관
| 기관명           | 소재지         | 비고 |
| ---------------- | -------------- | ---- |
| 송도동새마을금고 | 남구 송도로 43 |      |
| 송도우체국       | 남구 송림로 5  |      |
| 포항농협송도지소 | 남구 송도로 40 |      |

## 주요 시설
| 기관명   | 소재지              | 비고 |
| -------- | ------------------- | ---- |
| 송도시장 | 남구 송림로 35      |      |
| 송림시장 | 남구 운하로36번길 7 |      |

## 간선 도로
| 구분 | 도로 이름                                      |
| ---- | ---------------------------------------------- |
| 대로 | 희망대로                                       |
| 로   | 상공로, 서동로, 송도로, 송림로, 운하로, 축항로 |
| 길   | 송도해안길                                     |